# Сэнд, Уолтер
Уолтер Сэнд (англ. Walter Sande; 9 июля 1906 года — 22 ноября 1971 года) — американский характерный актёр кино и телевидения, более всего известный по ролям в фильмах 1940-50-х годов.
За свою карьеру Сэнд сыграл в 175 фильмах, среди них такие известные картины, как «Мистер Смит едет в Вашингтон» (1939), «Гражданин Кейн» (1941), «Сержант Йорк» (1941), «Моя сестра Эйлин» (1942), «Сын Дракулы» (1943), «Иметь и не иметь» (1944), «Синий георгин» (1946), «Красный дом» (1947), «Место под солнцем» (1951), «Оплата по требованию» (1951), «Война миров» (1953), «Захватчики с Марса» (1953), «Плохой день в Блэк Роке» (1955), «Джонни Тремейн» (1957) и «Последний поезд из Ганн-Хилл» (1959).

## Ранние годы и начало карьеры
Уолтер Сэнд родился 9 июля 1906 года в Денвере, штат Колорадо, и вырос в Орегоне. С шести лет Сэнд занимался музыкой. Ещё во время учёбы в колледже он создал собственный ансамбль, начав таким образом музыкальную карьеру. В дальнейшем на протяжении многих лет Сэнд работал музыкальным режиссёром сети кинотеатров Fox на западном побережье США.

## Карьера в кино
В качестве музыканта Сэнд был впервые приглашён в кино для съёмок в небольшой роли певца на прослушивании в музыкальной комедии «Безумства Голдвина» (1938). В том же году Сэнд появился ещё в пяти фильмах, включая музыкальный биопик «Большой вальс» (1938) и криминальную комедию с Барбарой Стэнвик и Генри Фондой «Безумная мисс Ментон» (1938), а также сыграл роль детектива в криминальной мелодраме «Парень с Десятой авеню» (1938).
Как отмечено в биографии актёра на сайте Turner Classic Movies, в дальнейшем Сэнд «сыграл целую серию эпизодических ролей». В частности, он был газетным репортёром в сатирической комедии «Мистер Смит едет в Вашингтон» (1939) с Джеймсом Стюартом и в фантастическом хорроре «Человек, которого не смогли повесить» (1939) с Борисом Карлоффом.
В 1941 году, по информации Turner Classic Movies, Сэнд, наконец, «получил заметную роль фотографа и комичного подручного главного героя» в 15-серийном криминальном боевике «Железный коготь» (1941). Это была самая крупная роль Сэнда на тот момент. В 1941 году Сэнд сыграл роль детектива Мэтьюза в двух фильмах из серии криминальных комедий про Бостонского Блэки — «Знакомьтесь с Бостонским Блэки» (1941) и «Признания Бостонского Блэки» (1941), в которых главную роль вора, ставшего борцом с преступностью, исполнял Честер Моррис. После этого Сэнд сыграл эпизодические роли в таких значимых фильмах, как драма Орсона Уэллса «Гражданин Кейн» (1941), где он был одним из многочисленных репортёров, и биографический военный фильм «Сержант Йорк» (1941) с Гэри Купером, где он был одним из сержантов на марше, а также комедия «Моя сестра Эйлин» (1942), где он был полицейским.
В 1942 году Сэнд сыграл вторую по значимости роль в военном приключенческом киносериале «Дон Уинслоу из Военно-морского флота» (1942), действие которого происходит в Пёрл-Харбор. Его персонаж, комичный лейтенант Ред Пеннингтон, оказался настолько популярным, что Сэнда попросили повторить эту роль в сиквеле фильма «Дон Уинслоу из Береговой охраны» (1943). Как пишет историк кино Гэри Брамбург, «роль в фильмах про Уинслоу обеспечила Сэнду долгую и стабильную карьеру в кино», и он стал часто играть в компании ведущих голливудских звёзд. В 1944 году вышла приключенческая мелодрама Говарда Хоукса «Иметь и не иметь» (1944), где Сэнд сыграл важную роль клиента-мошенника, из которого герой фильма, владелец катера в исполнении Хамфри Богарта вынужден кулаками выбивать свои деньги.

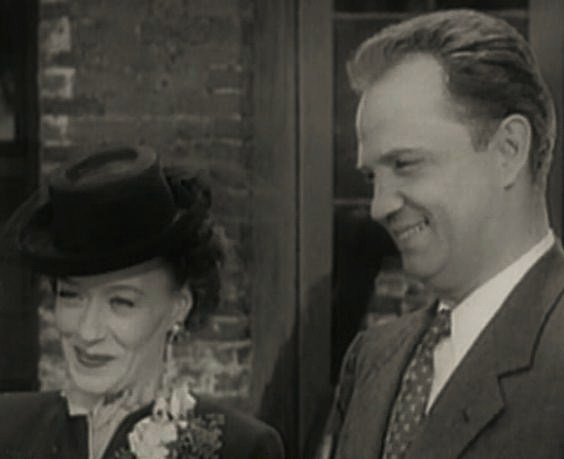
Она Мансон и Уолтер Сэнд в фильме «Красный дом» (1947)

Во второй половине 1940-х годов Сэнд стал постоянным актёром фильмов нуар, сыграв в таких картинах, как «Синий георгин» (1946) с Аланом Лэддом, «Красный дом» (1947) с Эдвардом Робинсоном и «Ледяная блондинка» (1948), где Сэнд сыграл значимую роль редактора газеты. В 1950-е годы Сэнд сыграл в фильмах нуар «Тёмный город» (1950) с Чарльтоном Хестоном, где он сыграл Шведа, «711 Оушен Драйв» (1950) с Эдмондом О’Брайеном, где он был автомехаником, «Рэкет» (1951) с Робертом Митчемом, где он был полицейским сержантом, «Завтра будет новый день» (1951) со Стивом Кокраном, где он был шерифом, а также в двух нуаровых триллерах Эндрю Стоуна с Джозефом Коттеном в главной роли — «Стальная ловушка» (1952), где он был инспектором таможни, и «Проект убийства» (1953), где он был прокурором.
В 1940-50-е годы Сэнд сыграл более чем в 30 вестернах, среди них «Аризона» (1940) с Уильямом Холденом, «И вот пришёл Джонс» (1945) с Гэри Купером, «Нападение на почтовую станцию» (1951) с Тайроном Пауэром, «Дуэль в Силвер-Крик» (1952), «Апач» (1954) с Бёртом Ланкастером, «Плохой день в Блэк Роке» (1955) со Спенсером Трейси, «Уичита» (1955) с Джоэлом Маккри, «Река в каньоне» (1956), «Последний поезд в Ганн-Хилл» (1959) с Кирком Дугласом, «Смерть стрелка» (1969) с Ричардом Уидмарком.
В 1950-е годы Сэнд сыграл небольшие роли в трёх фантастических фильмах: он был американским адмиралом, руководящим космическими исследованиями правительства, в фильме «Красная планета Марс» (1952), шерифом — в фильме «Война миров» (1953) и сержантом полиции — в фильме «Захватчики с Марса» (1953).

## Карьера на телевидении
С наступлением телевидения в 1950-е годы Сэнд, по свидетельству Turner Classic Movies, «сразу оказался там своим человеком», сыграв в общей сложности более чем в 70 телешоу. Как отметил Брамбург, «Сэнд был ведущим актёром второго плана в „золотую эпоху“ телевидения, успев поработать практически в каждом популярном вестерне и криминальном шоу в конце 1940-х и в 1950-е годы».
Самыми крупными работами Сэнда на телевидении стали роль Горацио Баллвинкла, капитана буксира и конкурента главной героини, в 26 эпизодах комедийного сериала «Приключения Энни с буксира» (1958), а также роль Ларса «Папы» Хольстрёма, отца главной героини, в 11 эпизодах комедийного телесериала «Дочь фермера» (1963—1966). Кроме того, Сэнд появился в 15 эпизодах детективного сериала «Облава» (1953-56) с Джеком Уэббом, чаще всего играя шефа детективного отдела Чеда Брауна или какого-либо другого высокопоставленного офицера полиции Лос-Анджелеса.
Кроме того, Сэнд сыграл гостевые роли более чем в 30 телесериалах-вестернах, среди них «Одинокий рейнджер» (1949-52, 7 эпизодов), «Истории Уэллс-Фарго» (1957-60, 3 эпизода), «Ларами» (1959-62, 5 эпизодов), «Разыскивается живым или мёртвым» (1959-60, 3 эпизода), «Дни в долине смерти» (1960-65, 3 эпизода), «Маверик» (1960-61, 2 эпизода), «Дымок из ствола» (1961-71, 7 эпизодов), «Бонанза» (1962-69, 4 эпизода), «Сыромятная плеть» (1963), «Стрелок» (1963), «Дикий, дикий Запад» (1967, 3 эпизода), «Большая долина» (1969) и «Виргинец» (1970).
Сэнд сыграл также в таких популярных телесериалах, как «Перри Мейсон» (1960), «Затерянные в космосе» (1965), «Агенты А. Н. К. Л» (1966), «Моя жена меня приворожила» (1968), «Три моих сына» (1967), «Сансет-Стрип, 77» (1962), «Семейное дело» (1968), «Адам-12» (1971), «Путешествие на дно океана» (1965), «Эта девушка» (1965-66), «Лесси» (1966).

### Актёрское амплуа и оценка творчества
По информации Turner Classic Movies, Сэнд был «невысоким, грузным актёром с суровым, узнаваемым лицом». «Вездесущий и плодотворный характерный актёр, он сыграл более чем в 250 фильмах». Как отметил Гари Брамбург, «Сэнд был одним из тех суровых, тяжёло сложенных характерных актёров в Голливуде, которого все узнавали в лицо, но мало кто знал по имени».
Сэнд начал свою карьеру как музыкант, а затем перешёл в кино, играя преимущественно небольшие и эпизодические роли. Со временем, «доказав свою ценность в качестве крепкого исполнителя ролей подручных, Сэнд сыграл вторую скрипку при целой группе голливудских звёзд, среди них Хамфри Богарт, Гэри Купер и Чарльтон Хестон».

## Смерть
Уолтер Сэнд умер от инфаркта 22 ноября 1971 года в Чикаго в возрасте 65 лет.

## Фильмография
| Год       |     | Русское название                              | Оригинальное название                              | Роль                                                      |
| --------- | --- | --------------------------------------------- | -------------------------------------------------- | --------------------------------------------------------- |
| 1938      | ф   | Безумства Голдвина                            | The Goldwyn Follies                                | третий певец на прослушивании (в титрах не указан)        |
| 1938      | ф   | Борцы в бандой поджигателей                   | Arson Gang Busters                                 | Оскар                                                     |
| 1938      | ф   | Дамы в отчаянии                               | Ladies in Distress                                 | Дункан                                                    |
| 1938      | ф   | Парень с Десятой авеню                        | Tenth Avenue Kid                                   | детектив Фабер                                            |
| 1938      | ф   | Большой вальс                                 | The Great Waltz                                    | революционер (в титрах не указан)                         |
| 1938      | ф   | Безумная мисс Мэнтон                          | The Mad Miss Manton                                | следователь Питера (в титрах не указан)                   |
| 1939      | ф   | Скандальная хроника                           | Scandal Sheet                                      | Хёрли                                                     |
| 1939      | ф   | Опасайтесь привидений!                        | Beware Spooks!                                     | полицейский (в титрах не указан)                          |
| 1939      | ф   | Мистер Смит едет в Вашингтон                  | Mr. Smith Goes to Washington                       | газетчик с трубкой (в титрах не указан)                   |
| 1939      | ф   | Навеки ваш                                    | Eternally Yours                                    | Ральф, муж Глории (в титрах не указан)                    |
| 1939      | ф   | Женщина – это судья                           | A Woman Is the Judge                               | репортёр (в титрах не указан)                             |
| 1939      | ф   | Человек, которого не смогли повесить          | The Man They Could Not Hang                        | репортёр за печатной машинкой (в титрах не указан)        |
| 1939      | ф   | Хорошие девушки едут в Париж                  | Good Girls Go to Paris                             | продавец железнодорожных билетов (в титрах не указан)     |
| 1939      | ф   | Пропавшие дочери                              | Missing Daughters                                  | Снуп (в титрах не указан)                                 |
| 1940      | ф   | Бездушные мужчины                             | Men Without Souls                                  | первый репортёр                                           |
| 1940      | ф   | Ты не сможешь обмануть свою жену              | You Can't Fool Your Wife                           | мистер Гиллеспи-младший                                   |
| 1940      | ф   | Аризона                                       | Arizona                                            | лейтенант Чепин (в титрах не указан)                      |
| 1940      | ф   | Ангелы над Бродвеем                           | Angels Over Broadway                               | продавец в закусочной (в титрах не указан)                |
| 1941      | ф   | Парашютный батальон                           | Parachute Battalion                                | офицер медицинской службы                                 |
| 1941      | ф   | Железный коготь                               | The Iron Claw                                      | Джек «Флэш» Стронг                                        |
| 1941      | ф   | Признания Бостонского Блэки                   | Confessions of Boston Blackie                      | детектив Мэтьюз                                           |
| 1941      | ф   | Секреты Одинокого волка                       | Secrets of the Lone Wolf                           | офицер патрульной машины (в титрах не указан)             |
| 1941      | ф   | Военно-морской блюз                           | Navy Blues                                         | полицейский военно-морских сил (в титрах не указан)       |
| 1941      | ф   | Таинственный корабль                          | Mystery Ship                                       | моряк (в титрах не указан)                                |
| 1941      | ф   | Сержант Йорк                                  | Sergeant York                                      | сержант на марше (в титрах не указан)                     |
| 1941      | ф   | Гражданин Кейн                                | Citizen Kane                                       | репортёр в «Ксанаду» (в титрах не указан)                 |
| 1941      | ф   | Шаги в темноте                                | Footsteps in the Dark                              | моряк в театре бурлеска (в титрах не указан)              |
| 1941      | ф   | Знакомьтесь: Бостонский Блэки                 | Meet Boston Blackie                                | офицер в парке развлечений (в титрах не указан)           |
| 1942      | ф   | Фреклз приходит домой                         | Freckles Comes Home                                | «Магси» Долан, он же Джек Лич                             |
| 1942      | ф   | Сжатые губы                                   | Sealed Lips                                        | следователь Джин Блейк                                    |
| 1942      | ф   | Дон Уинслоу из ВМФ                            | Don Winslow of the Navy                            | лейтенант Ред Пеннингтон                                  |
| 1942      | ф   | Псевдоним Бостонский Блэки                    | Alias Boston Blackie                               | детектив Мэтьюз                                           |
| 1942      | ф   | Любимица флота                                | Sweetheart of the Fleet                            | Даффи Дилл                                                |
| 1942      | ф   | Древесина!                                    | Timber!                                            | Сэнди                                                     |
| 1942      | ф   | Коммандос атакуют на рассвете                 | Commandos Strike at Dawn                           | Отто, немецкий солдат (в титрах не указан)                |
| 1942      | ф   | Бостонский Блэки едет в Голливуд              | Boston Blackie Goes Hollywood                      | детектив, сержант Мэтьюз (в титрах не указан)             |
| 1942      | ф   | Шоссе по ночам                                | Highways by Night                                  | Липпи Хоган (в титрах не указан)                          |
| 1942      | ф   | Моя сестра Эйлин                              | My Sister Eileen                                   | Джексон, полицейский (в титрах не указан)                 |
| 1942      | ф   | Война против миссис Хэдли                     | The War Against Mrs. Hadley                        | клерк в Военном департаменте (в титрах не указан)         |
| 1942      | ф   | Исландия                                      | Iceland                                            | морпех (в титрах не указан)                               |
| 1942      | ф   | Берлинский корреспондент                      | Berlin Correspondent                               | Ред, репортёр (в титрах не указан)                        |
| 1942      | ф   | Квартал Тортилья-Флэт                         | Tortilla Flat                                      | начальник консервного цеха (в титрах не указан)           |
| 1942      | ф   | К берегам Триполи                             | To the Shores of Tripoli                           | помощник аптекаря (в титрах не указан)                    |
| 1942      | ф   | Тюремный блюз                                 | Jail House Blues                                   | Фадж (в титрах не указан)                                 |
| 1942      | ф   | Синий, белый и идеальный                      | Blue, White and Perfect                            | моряк Карсон (в титрах не указан)                         |
| 1943      | ф   | Побудка с Беверли                             | Reveille with Beverly                              | рядовой Паккетт, он же Канвасбэк                          |
| 1943      | ф   | Пурпурный V                                   | The Purple V                                       | Отто Хорнер                                               |
| 1943      | ф   | Дон Уислоу из Береговой охраны                | Don Winslow of the Coast Guard                     | лейтенант Ред Пеннингтон                                  |
| 1943      | кор | Механизированное патрулирование               | Mechanized Patrolling                              | сержант Робинсон                                          |
| 1943      | ф   | Корвет K-225                                  | Corvette K-225                                     | Эванс                                                     |
| 1943      | ф   | Шанс всей жизни                               | The Chance of a Lifetime                           | детектив, сержант Мэтьюз (в титрах не указан)             |
| 1943      | ф   | Сын Дракулы                                   | Son of Dracula                                     | Мак, помощник шерифа (в титрах не указан)                 |
| 1943      | ф   | Они пришли взорвать Америку                   | They Came to Blow Up America                       | начальник бюро Береговой охраны (в титрах не указан)      |
| 1943      | ф   | Он нанял босса                                | He Hired the Boss                                  | морпех (в титрах не указан)                               |
| 1943      | ф   | Немного опасно                                | Slightly Dangerous                                 | репортёр (в титрах не указан)                             |
| 1943      | ф   | После полуночи с Бостонским Блэки             | After Midnight with Boston Blackie                 | детектив, сержант Мэтьюз (в титрах не указан)             |
| 1943      | ф   | Салют троим                                   | Salute for Three                                   | моряк (в титрах не указан)                                |
| 1944      | ф   | Я люблю солдата                               | I Love a Soldier                                   | сержант Лайонел «Стифф» Бэнкс                             |
| 1944      | ф   | Иметь и не иметь                              | To Have and Have Not                               | Джонсон                                                   |
| 1944      | ф   | Поющий шериф                                  | The Singing Sheriff                                | Бутч                                                      |
| 1945      | кор | Последний вклад: Преступление себя не окупает | The Last Installment: A Crime Does Not Pay Subject | Б.М. «Булл Муз» Бранниган                                 |
| 1945      | ф   | И пришел Джонс                                | Along Came Jones                                   | Айра Ваггонер                                             |
| 1945      | ф   | Что дальше, капрал Харгроув?                  | What Next, Corporal Hargrove?                      | майор Кингби                                              |
| 1945      | ф   | Дэлтоны снова в седле                         | The Daltons Ride Again                             | Уилкинс                                                   |
| 1945      | ф   | Паук                                          | The Spider                                         | детектив, лейтенант Уолтер Касл                           |
| 1946      | ф   | Синий георгин                                 | The Blue Dahlia                                    | Хит                                                       |
| 1946      | ф   | Нет увольнения, нет любви                     | No Leave, No Love                                  | Кувалда                                                   |
| 1946      | ф   | Ноктюрн                                       | Nocturne                                           | Халберсон                                                 |
| 1947      | ф   | Женщина на пляже                              | The Woman on the Beach                             | Отто Вернеке                                              |
| 1947      | ф   | Дикая жатва                                   | Wild Harvest                                       | Лонг                                                      |
| 1947      | ф   | Канун Рождества                               | Christmas Eve                                      | бандит у Марио                                            |
| 1947      | ф   | Убийца Маккой                                 | Killer McCoy                                       | Билл Торн                                                 |
| 1947      | ф   | Красный дом                                   | The Red House                                      | Дон Брент (в титрах не указан)                            |
| 1947—1951 | с   | Общественный обвинитель                       | Public Prosecutor                                  | лейтенант Эванс, 10 эпизодов                              |
| 1948      | ф   | Опасные воды                                  | Perilous Waters                                    | Франклин                                                  |
| 1948      | ф   | Ледяная блондинка                             | Blonde Ice                                         | Хэк Дойл                                                  |
| 1948      | ф   | Полчаса после полуночи                        | Half Past Midnight                                 | детектив, лейтенант Макдональд                            |
| 1948      | ф   | Принц воров                                   | The Prince of Thieves                              | Маленький Джон (в титрах не указан)                       |
| 1949      | ф   | Туссон                                        | Tucson                                             | Джордж Ривз                                               |
| 1949      | ф   | Канадиан Пасифик                              | Canadian Pacific                                   | Майк Бренниган                                            |
| 1949      | ф   | Край каньона                                  | Rim of the Canyon                                  | Джейк Фарго                                               |
| 1949      | ф   | Джо Палука наносит ответный удар              | Joe Palooka in The Counterpunch                    | Остин                                                     |
| 1949      | ф   | Странный груз                                 | Strange Bargain                                    | сержант Корд                                              |
| 1949—1952 | с   | Одинокий рейнджер                             | The Lone Ranger                                    | 7 эпизодов                                                |
| 1950      | ф   | Дакота Лил                                    | Dakota Lil                                         | Бутч Кэссиди                                              |
| 1950      | ф   | Парень из Техаса                              | The Kid from Texas                                 | Кроу                                                      |
| 1950      | ф   | Тёмный город                                  | Dark City                                          | Швед                                                      |
| 1950      | ф   | История Дюпонов                               | The Du Pont Story                                  | Том Купер                                                 |
| 1950      | ф   | 711 Оушен Драйв                               | Ocean Drive                                        | автомеханик (в титрах не указан)                          |
| 1951      | ф   | Платеж по требованию                          | Payment on Demand                                  | Свонсон                                                   |
| 1951      | ф   | Место под солнцем                             | A Place in the Sun                                 | Арт Дженсен, адвокат Джорджа                              |
| 1951      | ф   | Форт Уорт                                     | Fort Worth                                         | помощник шерифа Уоллер                                    |
| 1951      | ф   | Завтра будет новый день                       | Tomorrow Is Another Day                            | шериф                                                     |
| 1951      | ф   | Тропа войны                                   | Warpath                                            | сержант Паркер                                            |
| 1951      | ф   | Рэкет                                         | The Racket                                         | сержант полиции Джим Дилейни                              |
| 1951      | ф   | Я хочу тебя                                   | I Want You                                         | Нед Айверсон                                              |
| 1951      | ф   | Красная гора                                  | Red Mountain                                       | Бенджи                                                    |
| 1951      | ф   | Баскетбольный сговор                          | The Basketball Fix                                 | Нэт Беккер                                                |
| 1952      | ф   | Красная планета Марс                          | Red Planet Mars                                    | адмирал Билл Кейри                                        |
| 1952      | ф   | Дуэль на Силвер-Крик                          | The Duel at Silver Creek                           | Пит Фарго                                                 |
| 1952      | ф   | Стальная ловушка                              | The Steel Trap                                     | таможенный инспектор                                      |
| 1952      | ф   | Бомба и девушка из джунглей                   | Bomba and the Jungle Girl                          | мистер Уорд                                               |
| 1952      | ф   | Легенда Одинокого рейнджера                   | The Legend of the Lone Ranger                      | шериф Тейлор                                              |
| 1952—1956 | с   | Театр четырёх звёзд                           | Four Star Playhouse                                | 5 эпизодов                                                |
| 1952—1956 | с   | Телевизионный театр «Форда»                   | The Ford Television Theatre                        | 3 эпизода                                                 |
| 1953      | ф   | Паудер-Ривер                                  | Powder River                                       | Сэм Харрис                                                |
| 1953      | ф   | Великое восстание сиу                         | The Great Sioux Uprising                           | Джо Бейрд                                                 |
| 1953      | ф   | Проект убийства                               | A Blueprint for Murder                             | окружной прокурор Джон Дж. Хендерсон (в титрах не указан) |
| 1953      | ф   | Парень на левом фланге                        | The Kid from Left Field                            | Барнс                                                     |
| 1953      | ф   | Война миров                                   | The War of the Worlds                              | шериф Богани (в титрах не указан)                         |
| 1953      | с   | Театр «Огни рампы»                            | Footlights Theater                                 | 1 эпизод                                                  |
| 1953      | с   | Театр «Пепси-Колы»                            | The Pepsi-Cola Playhouse                           | 1 эпизод                                                  |
| 1953      | с   | Театр «Шеврон»                                | Chevron Theatre                                    | 1 эпизод                                                  |
| 1953—1956 | с   | Театр звезд «Шлиц»                            | Schlitz Playhouse of Stars                         | 4 эпизода                                                 |
| 1953—1956 | с   | Облава                                        | Dragnet                                            | 15 эпизодов                                               |
| 1954      | ф   | Оверленд Пасифик                              | Overland Pacific                                   | мистер Деннисон                                           |
| 1954      | ф   | Апач                                          | Apache                                             | подполковник Бек                                          |
| 1954      | с   | Театр у камина                                | Fireside Theatre                                   | 3 эпизода                                                 |
| 1954      | с   | Общественный защитник                         | Public Defender                                    | 1 эпизод                                                  |
| 1954      | с   | Одинокий волк                                 | The Lone Wolf                                      | 1 эпизод                                                  |
| 1954      | с   | Порт                                          | Waterfront                                         | 1 эпизод                                                  |
| 1954      | с   | Паспорт опасности                             | Passport to Danger                                 | 1 эпизод                                                  |
| 1954      | с   | Театр «Корона» с Глорией Свансон              | Crown Theatre with Gloria Swanson                  | 1 эпизод                                                  |
| 1954—1955 | с   | Свистун                                       | The Whistler                                       | 2 эпизода                                                 |
| 1954—1956 | с   | Кавалькада Америки                            | Cavalcade of America                               | 2 эпизода                                                 |
| 1955      | ф   | Плохой день в Блэк Роке                       | Bad Day at Black Rock                              | Сэм                                                       |
| 1955      | ф   | Уичита                                        | Wichita                                            | Клинт Уоллес                                              |
| 1955      | ф   | Дама из Техаса                                | Texas Lady                                         | Уит Стёрди                                                |
| 1955      | кор | Круглосуточная боевая готовность              | 24 Hour Alert                                      | майор Хоган                                               |
| 1955      | с   | Час «Двадцатого века-Фокс»                    | The 20th Century-Fox Hour                          | 1 эпизод                                                  |
| 1955      | с   | «Ридерс Дайджест» на ТВ                       | TV Reader's Digest                                 | 1 эпизод                                                  |
| 1955      | с   | Человек со значком                            | The Man Behind the Badge                           | 2 эпизода                                                 |
| 1955      | с   | Это великая жизнь                             | It's a Great Life                                  | 1 эпизод                                                  |
| 1955—1962 | с   | Театр «Дженерал Электрик»                     | General Electric Theater                           | 3 эпизода                                                 |
| 1956      | ф   | Королева воров                                | The Maverick Queen                                 | шериф Уилсон                                              |
| 1956      | ф   | Каньон-Ривер                                  | Canyon River                                       | Мэддокс                                                   |
| 1956      | ф   | Братья по оружию                              | Gun Brothers                                       | Йеллоустоун Келли                                         |
| 1956      | ф   | Всё подойдёт                                  | Anything Goes                                      | Алекс Тодд                                                |
| 1956      | с   | Опознание                                     | The Lineup                                         | 1 эпизод                                                  |
| 1956      | с   | Мой друг Флика                                | My Friend Flicka                                   | 1 эпизод                                                  |
| 1956      | с   | Утренний театр                                | Matinee Theatre                                    | 1 эпизод                                                  |
| 1956      | с   | Зал звёзд «Шеврон»                            | Chevron Hall of Stars                              | 1 эпизод                                                  |
| 1956      | с   | Телеграфная служба                            | Wire Service                                       | 1 эпизод                                                  |
| 1956      | с   | Приключения Джима Боуи                        | The Adventures of Jim Bowie                        | 1 эпизод                                                  |
| 1956—1961 | с   | Театр Зейна Грея                              | Zane Grey Theater                                  | 7 эпизодов                                                |
| 1957      | ф   | Джонни Тремейн                                | Johnny Tremain                                     | Пол Ревир                                                 |
| 1957      | ф   | Дранго                                        | Drango                                             | доктор Блейр                                              |
| 1957      | ф   | Железный шериф                                | The Iron Sheriff                                   | маршал Эллисон                                            |
| 1957—1959 | с   | Вертолёты                                     | Whirlybirds                                        | 2 эпизода                                                 |
| 1957—1960 | с   | Истории Уэллс-Фарго                           | Tales of Wells Fargo                               | 3 эпизода                                                 |
| 1958      | с   | Техасец                                       | The Texan                                          | 1 эпизод                                                  |
| 1958      | с   | Приключения Энни с буксира                    | The Adventures of Tugboat Annie                    | капитан Горацио Баллвинкл, 26 эпизодов                    |
| 1958      | с   | Симаррон-Сити                                 | Cimarron City                                      | 1 эпизод                                                  |
| 1958      | с   | Маршал США                                    | U.S. Marshal                                       | 1 эпизод                                                  |
| 1958      | с   | Выслеживание                                  | Trackdown                                          | 1 эпизод                                                  |
| 1958      | с   | Техасец                                       | The Texan                                          | 1 эпизод                                                  |
| 1959      | ф   | Последний поезд из Ган Хилл                   | Last Train from Gun Hill                           | шериф Бартлетт                                            |
| 1959      | с   | Чёрное седло                                  | Black Saddle                                       | 1 эпизод                                                  |
| 1959      | с   | Хеннеси                                       | Hennesey                                           | 1 эпизод                                                  |
| 1959      | с   | Годы беззакония                               | The Lawless Years                                  | 1 эпизод                                                  |
| 1959      | с   | Спасение 8                                    | Rescue 8                                           | 1 эпизод                                                  |
| 1959      | с   | Ричард Даймонд, частный детектив              | Richard Diamond, Private Detective                 | 1 эпизод                                                  |
| 1959—1960 | с   | Джонни Ринго                                  | Johnny Ringo                                       | 1 эпизод                                                  |
| 1959—1960 | с   | Разыскивается живым или мёртвым               | Wanted: Dead or Alive                              | 3 эпизода                                                 |
| 1959—1962 | с   | Ларами                                        | Laramie                                            | 5 эпизодов                                                |
| 1960      | ф   | Петля для стрелка                             | Noose for a Gunman                                 | маршал Том Эванс                                          |
| 1960      | ф   | Часы доблести                                 | The Gallant Hours                                  | капитан Хорас Киз                                         |
| 1960      | ф   | Территория Оклахомы                           | Oklahoma Territory                                 | маршал Пит Росслин                                        |
| 1960      | ф   | Восход солнца в Кампобелло                    | Sunrise at Campobello                              | капитан Скиннер                                           |
| 1960      | тф  | Саймон Лэш: Чёрная книга                      | Simon Lash: The Black Book                         | Слокум                                                    |
| 1960      | с   | Перри Мейсон                                  | Perry Mason                                        | 1 эпизод                                                  |
| 1960      | с   | Речная лодка                                  | Riverboat                                          | 1 эпизод                                                  |
| 1960      | с   | Бунтарь                                       | The Rebel                                          | 1 эпизод                                                  |
| 1960      | с   | Дилижанс на Запад                             | Stagecoach West                                    | 1 эпизод                                                  |
| 1960      | с   | Люди Аляски                                   | The Alaskans                                       | 1 эпизод                                                  |
| 1960      | с   | Сухопутная тропа                              | Overland Trail                                     | 1 эпизод                                                  |
| 1960—1961 | с   | Маверик                                       | Maverick                                           | 2 эпизода                                                 |
| 1960—1965 | с   | Дни в долине смерти                           | Death Valley Days                                  | 3 эпизода                                                 |
| 1961      | с   | Бронко                                        | Bronco                                             | 1 эпизод                                                  |
| 1961      | с   | Американцы                                    | The Americans                                      | 1 эпизод                                                  |
| 1961—1962 | с   | Приграничный цирк                             | Frontier Circus                                    | 2 эпизода                                                 |
| 1961—1971 | с   | Дымок из ствола                               | Gunsmoke                                           | 7 эпизодов                                                |
| 1962      | с   | Сансет-Стрип, 77                              | 77 Sunset Strip                                    | 1 эпизод                                                  |
| 1962      | с   | Шоу Дика Пауэлла                              | The Dick Powell Show                               | 1 эпизод                                                  |
| 1962—1969 | с   | Бонанза                                       | Bonanza                                            | 4 эпизода                                                 |
| 1963      | с   | Стрелок                                       | The Rifleman                                       | 1 эпизод                                                  |
| 1963      | с   | Сыромятная плеть                              | Rawhide                                            | 1 эпизод                                                  |
| 1963      | с   | Редиго                                        | Redigo                                             | 1 эпизод                                                  |
| 1963—1964 | с   | Темпл Хьюстон                                 | Temple Houston                                     | 2 эпизода                                                 |
| 1963—1966 | с   | Дочь фермера                                  | The Farmer's Daughter                              | Папа Хольстрём, 11 эпизодов                               |
| 1964      | ф   | Быстрый стрелок                               | The Quick Gun                                      | Том Моррисон                                              |
| 1965      | ф   | Молодой Диллинджер                            | Young Dillinger                                    | судья                                                     |
| 1965      | ф   | Уж лучше в Швецию                             | I'll Take Sweden                                   | Бьорк                                                     |
| 1965      | с   | Венди и я                                     | Wendy and Me                                       | 1 эпизод                                                  |
| 1965      | с   | Путешествие на дно океана                     | Voyage to the Bottom of the Sea                    | 1 эпизод                                                  |
| 1965      | с   | Затерянные в космосе                          | Lost in Space                                      | 1 эпизод                                                  |
| 1965      | с   | Человек по имени Шенандоа                     | A Man Called Shenandoah                            | 1 эпизод                                                  |
| 1965—1966 | с   | Эта девушка                                   | That Girl                                          | 2 эпизода                                                 |
| 1966      | ф   | Флот против ночных чудовищ                    | The Navy vs. the Night Monsters                    | доктор Артур Бичем                                        |
| 1966      | с   | Лесси                                         | Lassie                                             | 1 эпизод                                                  |
| 1966      | с   | Агенты А.Н.К.Л.                               | The Man from U.N.C.L.E.                            | 1 эпизод                                                  |
| 1966      | с   | Шулеры                                        | The Rounders                                       | 1 эпизод                                                  |
| 1967      | с   | Три моих сына                                 | My Three Sons                                      | 1 эпизод                                                  |
| 1967      | с   | Дикий дикий запад                             | The Wild Wild West                                 | 3 эпизода                                                 |
| 1967      | с   | Стальной жеребец                              | Iron Horse                                         | 1 эпизод                                                  |
| 1967      | с   | Вторая сотня лет                              | The Second Hundred Years                           | 1 эпизод                                                  |
| 1967      | с   | Ранго                                         | Rango                                              | 1 эпизод                                                  |
| 1967—1972 | с   | Диснейленд                                    | Disneyland                                         | 4 эпизода                                                 |
| 1968      | с   | Моя жена меня приворожила                     | Bewitched                                          | 1 эпизод                                                  |
| 1968      | с   | Семейное дело                                 | Family Affair                                      | 1 эпизод                                                  |
| 1968—1971 | с   | Шоу Дорис Дэй                                 | The Doris Day Show                                 | 4 эпизода                                                 |
| 1969      | ф   | Смерть стрелка                                | Death of a Gunfighter                              | Пол Хэммонд                                               |
| 1969      | с   | Большая долина                                | The Big Valley                                     | 1 эпизод                                                  |
| 1970      | с   | Виргинец                                      | The Virginian                                      | 1 эпизод                                                  |
| 1970      | с   | Нэнси                                         | Nancy                                              | 1 эпизод                                                  |
| 1971      | ф   | Ломка                                         | Cold Turkey                                        | руководитель табачной компании                            |
| 1971      | с   | Адам-12                                       | Adam-12                                            | 1 эпизод                                                  |
| 1971      | с   | Семья Фишеров                                 | The Fisher Family                                  | 1 эпизод                                                  |
| 1972      | тф  | Майкл О'Хара IV                               | Michael O'Hara the Fourth                          | Джон Парсонс                                              |